# Plemena ovčácká, pastevecká a honácká
Plemena ovčácká, pastevecká a honácká jsou skupinou psích plemen dle FCI s pořadovým číslem jedna. Jedná se o rozsáhlou a početnou skupinu psů se dvěma sekcemi: Ovčácká a pastevecká plemena a Honácká plemena. Jsou to středně velcí až velcí psi (až na pár výjimek jako jsou velškorgi nebo šiperka) různých barev a povah. Nejznámějším zástupcem je německý ovčák, spolehlivé pracovní plemeno, využívané i policií nebo záchranáři. Dalším známým zástupcem je i border kolie. Z honáckých plemen je to australský honácký pes.

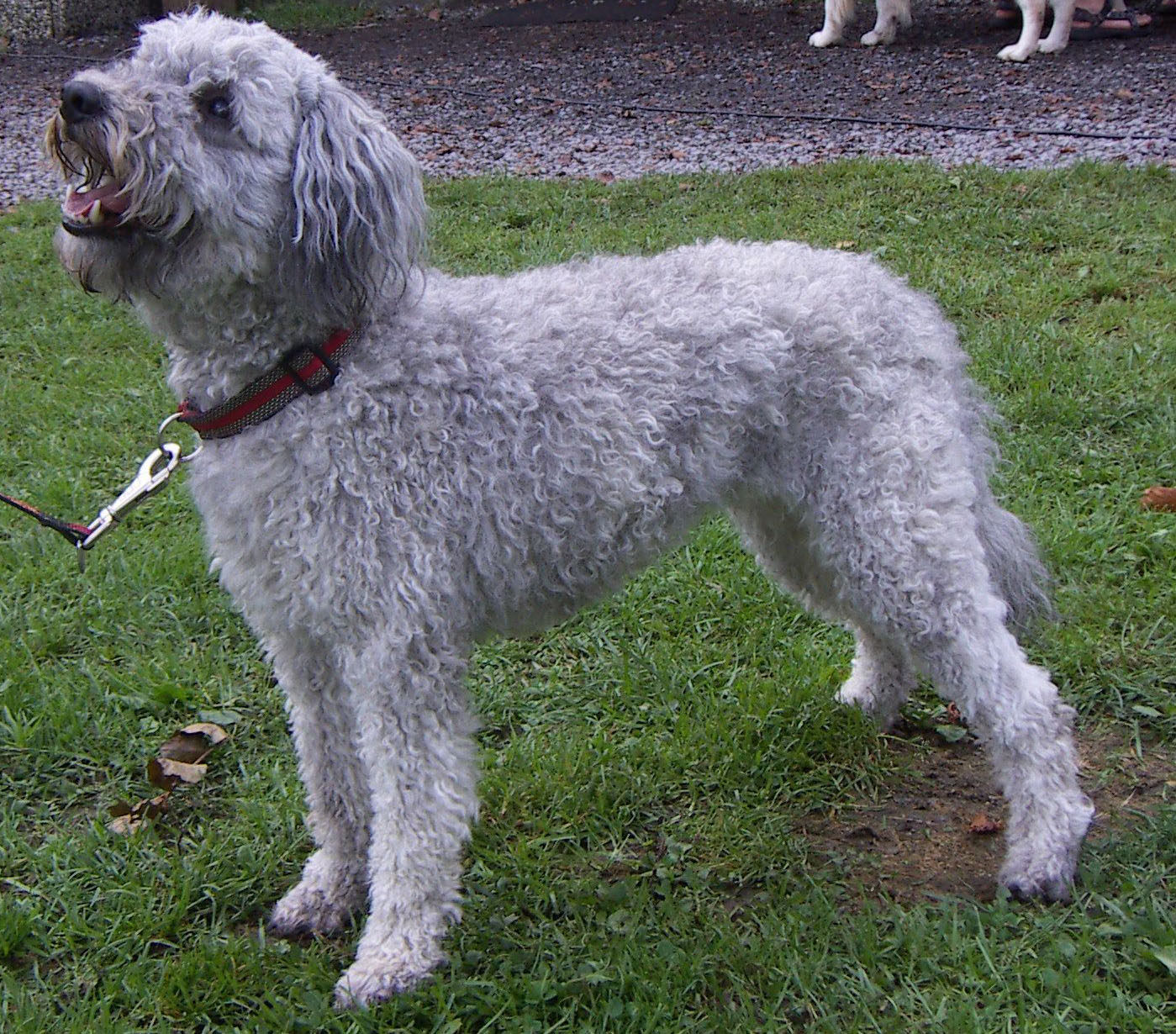
Pumi

Obecně se o této skupině psů říká, že se jedná o lehce cvičitelné psy a přesto dobré hlídače. Jedná se většinou o střední a velké psy. Zajímavým plemenem je třeba komondor, který má hustou šňůrovitou srst.
S rostoucím počtem dobytka a rozšiřováním stád vznikala i nová plemena se speciálním účelem. Byli zde malí hlasití psi, kteří zaháněli ztracené kusy zpátky do stáda . A pak tu byli větší honáčtí psi, které pastevci používali k přesouvání stád z místa na místo . Další skupinou psů byli i ti, kteří stáda hlídali před šelmami, ale protože se jednalo převážně o mastify, řadí se dnes do skupiny Pinčové, knírači, plemena molossoidní a švýcarští salašničtí psi.

Většina zemí v dřívějších i dnešních dobách měla své vlastní a specifické ovčáky. Austrálie má kelpie a Australského honáckého psa, Anglie zase staroanglické ovčáky. Francie flanderského bouviera a Amerika Australského ovčáka a Louisianského leopardího psa. Maďarsko pak plemena mudi, pumi a puli, v Chorvatsku je obdobný Chorvatský ovčák. Na Pyrenejském poloostrově pak jedno z nejmenších plemen této skupiny Pyrenejský ovčák. Zajímavostí jsou bílá evropská plemena; čuvač, kuvasz, maremmansko-abruzzský pastevecký pes a podhalaňský ovčák. Ti sloužili k hlídání a hnaní stád a byli vyšlechtěni pouze v bílé barvě proto, aby byli lehce odlišitelní od vlků .

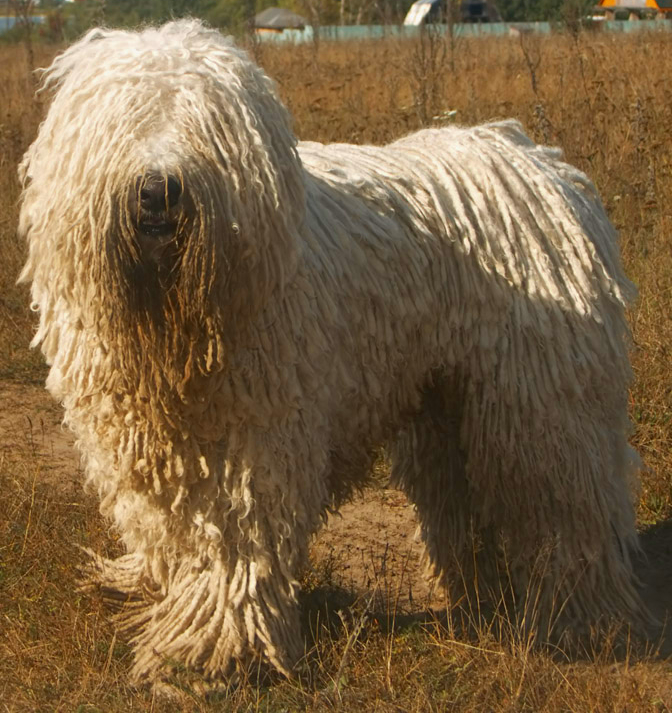
Komondor

## Plemena dle FCI[2]

### Ovčácká a pastevecká plemena

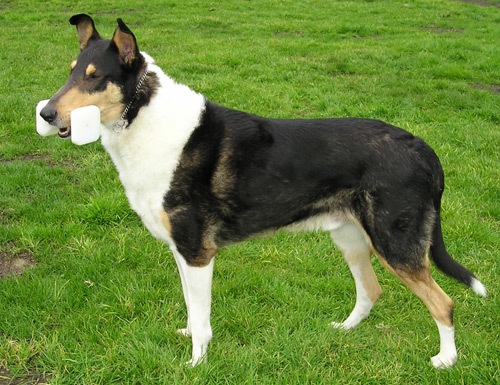
Kolie krátkosrstá

- Australská kelpie
- Australský ovčák
- Bearded kolie
- Beauceron

- Belgický ovčák
  - Groenendael
  - Laekenois
  - MalinoisBílý švýcarský ovčák dlouhosrstý
  - Tervueren

- Bergamský ovčák
- Bílý švýcarský ovčák
- Bobtail
- Border kolie
- Briard
- Československý vlčák
- Chodský pes
- Chorvatský ovčák
- Holandský ovčák
- Holandský ovčácký pudl

- Jihoruský ovčák
- Katalánský ovčák
- Kolie dlouhosrstá
- Kolie krátkosrstá
- Komondor
- Kuvasz
- Malorský ovčák

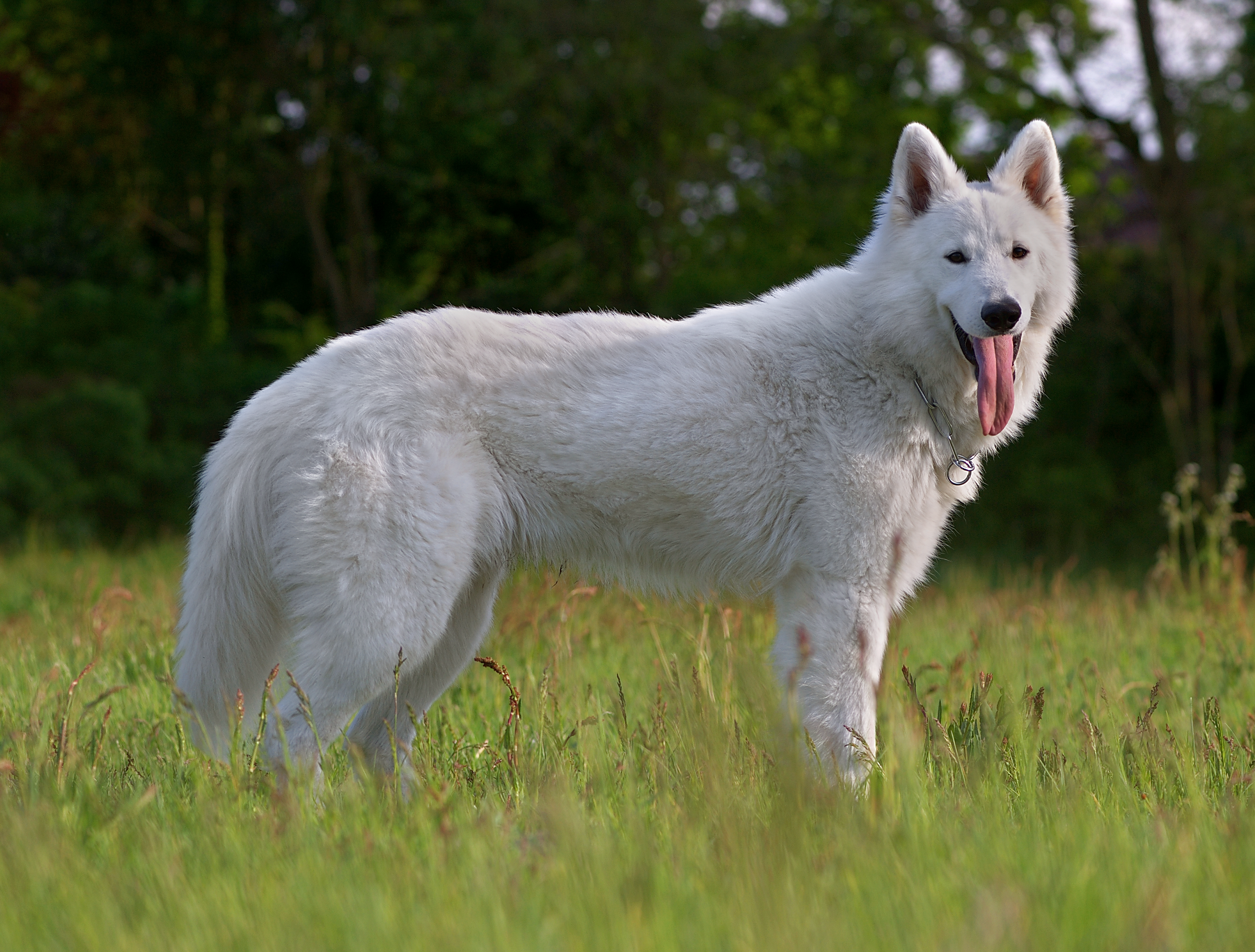
Bílý švýcarský ovčák dlouhosrstý

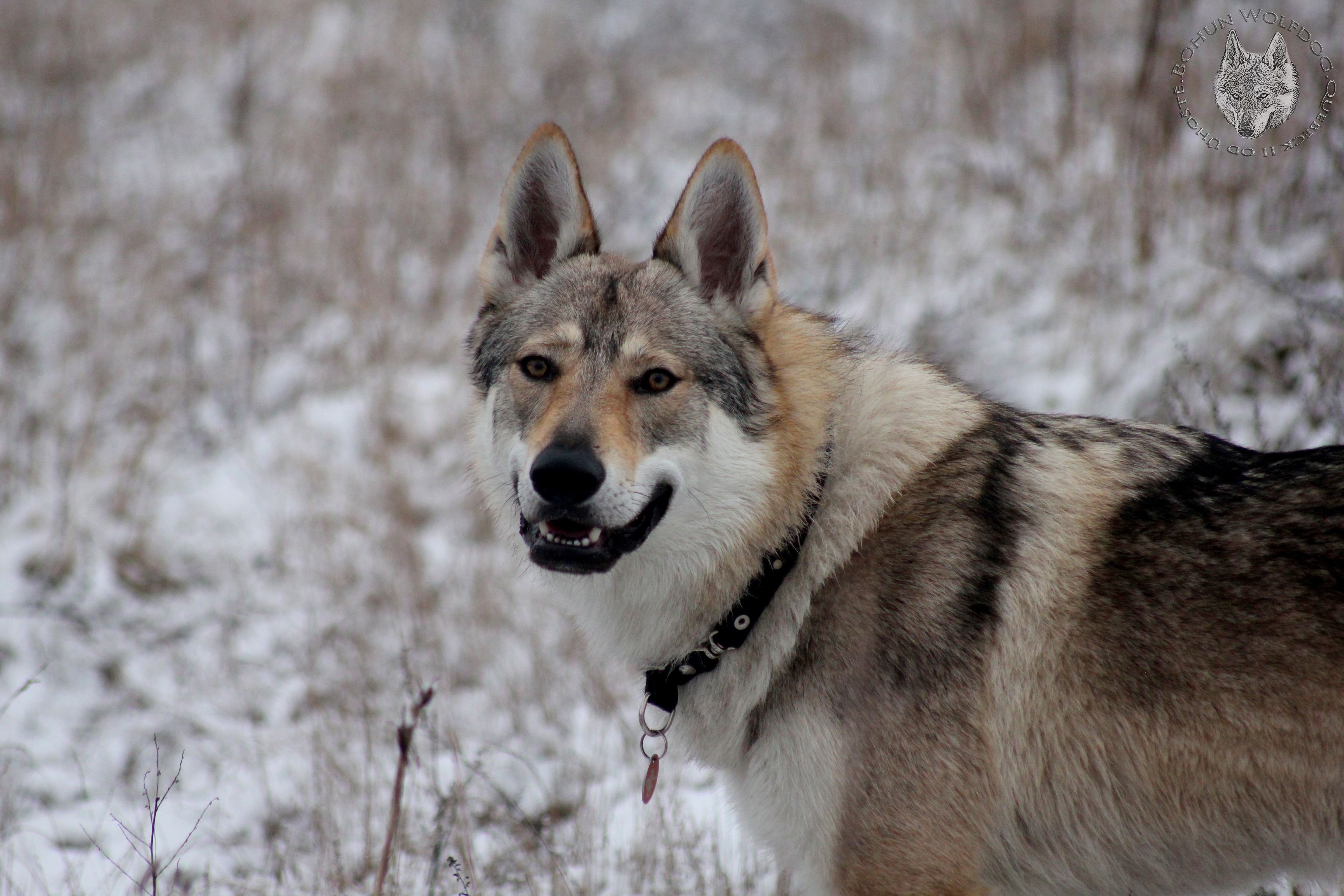
Československý vlčák

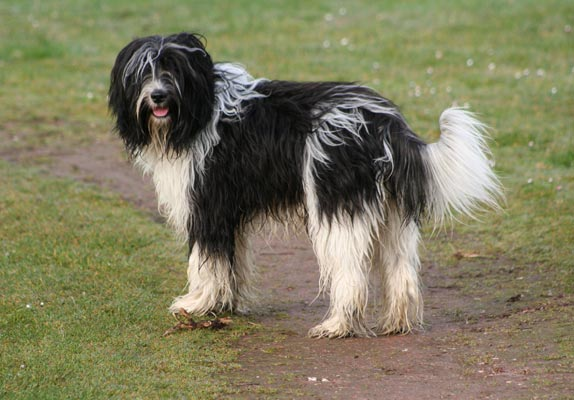
Holandský ovčácký pudl

- Maremmansko-abruzský pastevecký pes

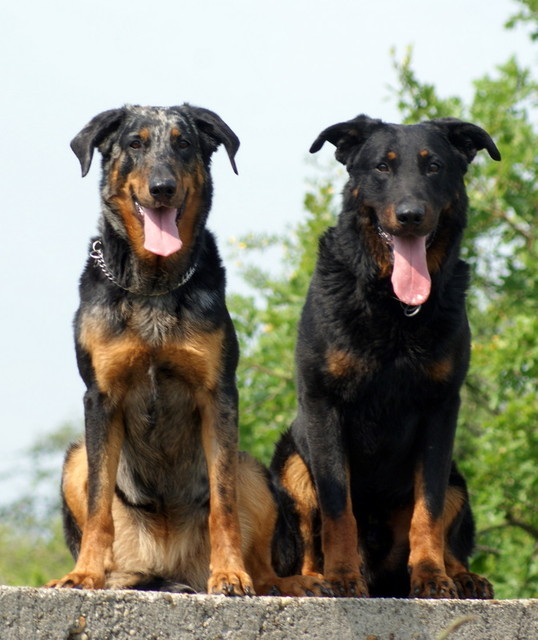
Beauceron

- Miniaturní americký ovčák
- Mudi
- Německý ovčák
- Pikardský ovčák
- Podhalaňský ovčák
- Polský ovčák nížinný
- Portugalský ovčák
- Puli
- Pumi
- BeauceronPyrenejský ovčák
- Rumunský karpatský ovčák
- Rumunský mioritský ovčák
- Saarloosův vlčák
- Sheltie
- Shilohský ovčák
- Slovenský čuvač
- Šiperka
- Welsh Corgi Cardigan
- Welsh Corgi Pembroke

### Honácká plemena
- Australský honácký pes s krátkým ocasem
- Australský honácký pes
- Ardenský bouvier
- Flanderský bouvier